# Paragus jozanus
Paragus jozanus är en tvåvingeart som beskrevs av Matsumura 1916. Paragus jozanus ingår i släktet stäppblomflugor, och familjen blomflugor. Inga underarter finns listade.